# Blå tillandsia
Blå tillandsia (Tillandsia cyanea) är en art inom familjen ananasväxter. Arten växter naturligt i södra  Ecuador och Peru. Arten odlas som krukväxt i Sverige.
Blomstängeln är relativt kort, axet blir 16 cm långt och 7 cm brett. Kronbladen är 8 cm långa, breda och utbredda, de är violeta och har vanligen ingen vit markering. Högbladen har inga synliga nerver.
Arten är lik väktaren i tornet (T. lindenii) men den har relativt lång blomstängel, ett ax som blir 20 cm långt och 5 cm brett. Kronbladen är 7 cm långa, breda och utbredda, de är violetta med vit mitt. Högbladen har tydliga nerver.

## Synonymer
- Phytarrhiza lindenii var. luxurians E.Morren
- Tillandsia coerulea Linden ex K.Koch
- Tillandsia cyanea Linden ex K.Koch
- Tillandsia cyanea var. tricolor (Andr.) L.B.Smith
- Tillandsia lindenii E.Morren nom. Illeg.
- Tillandsia lindenii var. geunina E.Morren
- Tillandsia lindenii var. luxurians E.Morren
- Tillandsia lindenii var. luxurians L.B.Smith nom. illeg.
- Tillandsia lindenii var. tricolor Andr.
- Tillandsia morreniana Regel
- Wallisia lindenii (E.Morren) E.Morren
- Vriesia lindenii (E.Morren) Lem.